# مسعود سلطانی
مسعود سلطانی شیرازی (زاده ۱۳۰۶ − درگذشته ۲۶ خرداد ۱۳۹۹) معروف به پدر صنعت برق کشور و چهره ماندگار آموزش مهندسی برق در ایران بود.از آثار او می‌توان به تاسیسات الکتریکی، تجهیزات نیروگاه و رله و حفاظت سیستم ها اشاره کرد. او در ۲۶ خرداد ۱۳۹۹ در سن ۹۳ سالگی درگذشت.

## آثار
آثار و تألیفات به جا مانده از او جزو کتب مرجع در حوزه صنعت برق است و علاوه بر آن، جمع زیادی از مدیران و استادان برجسته مهندسی برق، از دانشجویان پرورش یافته نزد این استاد هستند.

### ترجمه
- نقشه استراتژی: تبدیل دارایی‌های نامشهود به پیامدهای مشهود، نوشته رابرت کاپلان و دیوید نورتون
- رقص تغییر: چالش‌های تغییر پایدار در سازمان یادگیرنده، نوشته پیتر سنگه، ۱۳۸۳
- آخرین آبادی، نوشته سندرا پوستل، ۱۳۸۱
- کانون‌های ارزیابی و توسعه‌ای، یان بالانتاین و نیگل پوا، ۱۳۸۵.
- آلبرت اینشتین در ۹۰ دقیقه، نوشته جان و مری گریبین

### ویرایش
- مدیریت خصوصی‌سازی، ۱۳۸۰
- نظام‌های کنترل و سنجش عملکرد برای اجرای استراتژی